# باشگاه فوتبال کاررارزه
باشگاه فوتبال کاررارزه ۱۹۰۸؛ (به ایتالیایی: Carrarese Calcio 1908)، که معمولا با عنوان کاررارزه از آن یاد می‌شود، یک باشگاه فوتبال ایتالیایی در کارارا، توسکانی است. پس از سقوط از سری بی در سال ۱۹۴۸، این باشگاه تا به امروز در سری سی رقابت می‌کند.

## تاریخچه
این باشگاه در سال ۱۹۰۸ تأسیس شد.
در فصل ۱۱–۲۰۱۰ از گروه بی لگا پرو دسته دوم، کاررارزه در پلی‌آف به دسته برتر لگا پرو صعود کرد.
در سال ۲۰۱۶ باشگاه فوتبال کاررارزه اس.آر.ال. ورشکست شد. یک شرکت جدید با عنوان باشگاه فوتبال کاررارزه ۱۹۰۸ اس.آر.ال. با پرداخت بدهی باشگاه فوتبال کاررارزه با موفقیت عنوان ورزشی را بازسازی کرد.

## رنگ‌ها و نشان
رنگ اصلی باشگاه آبی و سفید است.

## مالکیت
جانلوئیجی بوفون، دروازه‌بان ایتالیا و یوونتوس که از اهالی کارارا و از طرفداران برجسته باشگاه است، سهامدار اصلی باشگاه، به عنوان بخشی از کنسرسیومی بود که باشگاه را در سال ۲۰۱۰ خریداری کرد؛ سایر سهامداران شامل رئیس سابق باشگاه فوتبال پیزا، مائوریتزیو میان و مهاجم قدیمی سری آ، کریستیانو لوکارلی بودند.

## بازیکنان

### ترکیب کنونی
تا تاریخ ۳۱ ژانویه ۲۰۲۲
| شماره |           | پست       | بازیکن                              |
| ----- | --------- | --------- | ----------------------------------- |
| 1     | ایتالیا   | دروازه‌بان | گرگوریو کاپونی                      |
| 3     | ایتالیا   | مدافع     | مارکو امپریال                       |
| 4     | مونته‌نگرو | مدافع     | مینل شابوتیچ                        |
| 5     | ایتالیا   | هافبک     | توماس باتیستلا (قرضی از اودینزه)    |
| 6     | ایتالیا   | هافبک     | لوکا براردوکو                       |
| 7     | ایتالیا   | مهاجم     | الیا پترلی (قرضی از جنوآ)           |
| 8     | ایتالیا   | مدافع     | فدریکو بویلاکوا (قرضی از فروزینونه) |
| 9     | ایتالیا   | مهاجم     | ساوریانو اینفانتینو                 |
| 10    | ایتالیا   | مهاجم     | جیانلوکا داوریا                     |
| 12    | ایتالیا   | دروازه‌بان | سیمونه بارونه                       |
| 13    | ایتالیا   | مهاجم     | آنتونیو انرگه                       |
| 14    | ایتالیا   | هافبک     | توماسو برتیپاگانی                   |
| 15    | ایتالیا   | مدافع     | آنتونیو مارینو                      |

| شماره |         | پست       | بازیکن                            |
| ----- | ------- | --------- | --------------------------------- |
| 17    | ایتالیا | هافبک     | جان فوراستا                       |
| 18    | ایتالیا | هافبک     | ماتئو فیگولی (قرضی از اسپتزیا)    |
| 19    | ایتالیا | هافبک     | لورنزو پاسیوتی                    |
| 20    | استونی  | هافبک     | گئورگی تونیوف ( قرضی از اسپال)    |
| 21    | یونان   | مدافع     | آرنسی روتا                        |
| 22    | ایتالیا | دروازه‌بان | توماس وتورل (قرضی از فروزینونه)   |
| 24    | فرانسه  | مهاجم     | عبدو دومبیا                       |
| 27    | ایتالیا | مدافع     | دیوید گراسینی                     |
| 29    | ایتالیا | مدافع     | الساندرو سمپرینی                  |
| 30    | ایتالیا | هافبک     | سیمونه برامانته                   |
| 47    | ایتالیا | دروازه‌بان | استفانو مازینی (قرضی از آتالانتا) |
| 68    | ایتالیا | مدافع     | عمر خیلوتی (قرضی از بولونیا)      |
| 99    | ایتالیا | مهاجم     | نیکولو جیانتی                     |

#### قرض داده شده
| شماره |         | پست   | بازیکن                                   |
| ----- | ------- | ----- | ---------------------------------------- |
|       | ایتالیا | مدافع | سالواتوره سانتوکیریکو (در سراوتسا پوتسی) |

## افتخارات
- کوپا ایتالیا سری سی

قهرمان: ۸۳–۱۸۹۲